# Kåbdalisjaure
Kåbdalisjaure är en sjö i Jokkmokks kommun i Lappland och ingår i Piteälvens huvudavrinningsområde. Sjön har en area på 0,656 kvadratkilometer och ligger 328,1 meter över havet. Kåbdalisjaure ligger i Piteälven Natura 2000-område.

## Delavrinningsområde
Kåbdalisjaure ingår i det delavrinningsområde (734606-168871) som SMHI kallar för Utloppet av Kåbdalisjaure. Medelhöjden är 382 meter över havet och ytan är 5,97 kvadratkilometer. Det finns inga avrinningsområden uppströms utan avrinningsområdet är högsta punkten. Vattendraget som avvattnar avrinningsområdet har biflödesordning 5, vilket innebär att vattnet flödar genom totalt 5 vattendrag innan det når havet efter 129 kilometer. Avrinningsområdet består mestadels av skog (65 procent) och öppen mark (17 procent). Avrinningsområdet har 0,86 kvadratkilometer vattenytor vilket ger det en sjöprocent på 14,4 procent.